# Cecil (novela)
Cecil es una novela autobiográfica del escritor argentino Manuel Mujica Láinez. Fue publicada en 1972 por Editorial Sudamericana. El narrador es un perro de raza whippet, que unos amigos del escritor le regalaron en un momento en que se encontraba en una crisis y decide trasladarse desde Buenos Aires a su recién comprada quinta El Paraíso, en Córdoba. El perro recibió el nombre de Cecil en homenaje al fotógrafo inglés Cecil Beaton.